# جيلبرتو كساب
جيلبرتو كساب (من مواليد 12 أغسطس 1960، ساو باولو) سياسي برازيلي، وعمدة سابق لمدينة ساو باولو.
```
انتهت فترة ولايته في عام 2013. كما أنه مهندس مدني وخبير اقتصادي، أحد أشهر البرازيليين من أصل سوري، تولى كساب المنصب خلفًا لخوسيه سيرا بعد أن قرر سيرا الترشح لمنصب حاكم ساو باولو.
```

ينتمي إلى الجالية السورية في ساو باولو، وهو عضو في الحزب الاشتراكي الديمقراطي. تم ذكره في عام 2017 من بين المستفيدين من الرشاوى من فريبوي متعددة الجنسيات.

## الحياة السياسية
- 1993-1994: مستشار ساو باولو.
- 1995-1999: نائب ولاية ساو باولو.
- 1999-2004: نائب اتحادي (استقال ليترشح لمنصب نائب عمدة ساو باولو إلى جانب خوسيه سيرا).
- 2005-2006: نائب عمدة ساو باولو.
- 2006-2013: عمدة ساو باولو (أعيد انتخابه في 26 أكتوبر 2008 لمدة أربع سنوات).

## الإدارة
انتقدت صناعة الإعلان إدارة مدينة ساو باولو لقانون سيداجي ليمبا، الذي يحظر جميع أشكال الوسائط الخارجية والتلوث البصري مثل اللوحات الإعلانية. حاولت الشركات الإعلانية إبقاء اللوحات الإعلانية في الشوارع بأوامر قضائية، لكن المحكمة العليا قررت أن القانون دستوري. على أي حال، يستمر دعم الجمهور للمبادرة على نطاق واسع.

## عرض 2022 الرئاسي
في يوليو 2021 أعلن كساب أنه سيدعم رودريغو باتشيكو في الانتخابات الرئاسية لعام 2022.